# Maria Antonelli
Maria Elisa Mendes Ticon Antonelli (Resende, 25 februari 1984), spelersnaam Maria Antonelli, is een Braziliaans beachvolleyballer. Ze won tweemaal een bronzen medaille bij de wereldkampioenschappen en eenmaal het eindklassement van de FIVB World Tour. Daarnaast nam ze een keer aan Olympische Spelen deel.

## Carrière

### 2004 tot en met 2012
Antonelli werd met Nina Vieira in 2004 vijfde bij de wereldkampioenschappen U21 in Porto Santo. Vervolgens debuteerde ze in 2006 met Vanilda Leão in Vitória in de FIVB World Tour. Het tweetal vormde tot en met 2008 een team. In 2007 speelden ze zes wedstrijden in de World Tour en het jaar daarop namen ze deel aan veertien toernooien. In 2008 bereikten Antonelli en Leão achtmaal de kwartfinales en in Marseille (tweede) en Kristiansand (eerste) werd tevens het podium gehaald.
In 2009 vormde Antonelli een duo met Talita Antunes da Rocha met wie ze tot 2012 samen zou spelen. In hun eerste jaar deden ze mee aan veertien toernooien. Ze wonnen in aanloop naar de WK in Stavanger in Shanghai en Seoel en werden tweede in Osaka. In Stavanger verloren ze de halve finale van hun landgenoten Larissa França en Juliana Felisberta da Silva, waarna ze in de troostfinale de bronzen medaille wonnen ten koste van het eveneens Braziliaanse duo Ana Paula Connelly en Shelda Bede. In het vervolg van het seizoen behaalden Antonelli en Talita twee zeges (Gstaad en Kristiansand), twee tweede plaatsen (Den Haag en Barcelona) en twee derde plaatsen (Stare Jabłonki en Åland). Het tweetal speelde in het daaropvolgende jaar dertien wedstrijden in de World Tour met twee overwinningen (Marseille en Den Haag) als beste resultaat. Daarnaast behaalden ze nog vijf podiumplaatsen en drie vierde plaatsen.
Antonelli en Talita haalden in 2011 bij alle veertien internationale toernooien waar ze aan deelnamen de top tien. Ze wonnen in Québec en eindigden in Sanya, Stare Jabłonki en Den Haag als derde. Bij de WK in Rome kwamen ze niet verder dan de kwartfinale waar Xue Chen en Zhang Xi te sterk waren. Het jaar daarop behaalden ze bij tien wedstrijden ook enkel toptienplaatsen. In Sanya werd het duo bovendien eerste, terwijl in Brasilia en Shanghai de tweede plaats en in Klagenfurt de derde plaats behaald werd. Bij de Olympische Spelen in Londen gingen Talita en Antonelli als groepswinnaar door naar de achtste finale, waar ze werden uitgeschakeld door het Tsjechische tweetal Kristýna Kolocová en Markéta Sluková.

### 2013 tot en met 2019

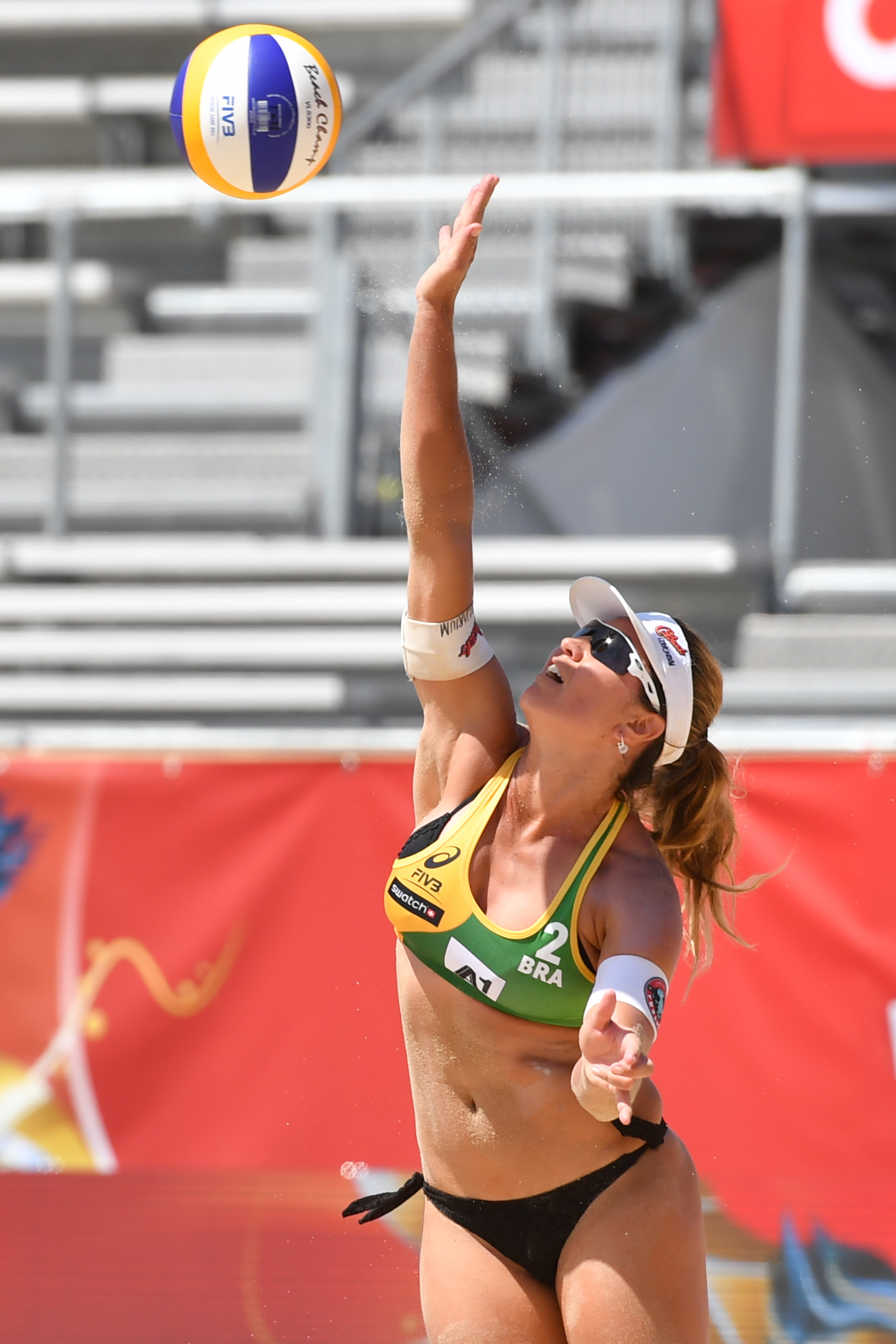
Antonelli in actie tijdens de WK in Wenen (2017)

In 2013 speelde Antonelli met Ágatha Bednarczuk. Ze behaalden enkel toptienplaatsen bij de twaalf reguliere toernooien waar ze aan meededen; in Corrientes (tweede) en São Paulo (derde) haalden ze bovendien het podium. Bij de WK in Stare Jabłonki kwam het duo niet verder dan de zestiende finale tegen Xue en Zhang. Het jaar daarop vormde Antonelli een duo met Juliana Felisberta da Silva. Ze speelden veertien toernooien in de World Tour met een overwinning in Xiamen. In Fuzhou, Puerto Vallarta, Berlijn, Den Haag en Klagenfurt werd verder het podium gehaald en bij de overige toernooien eindigden ze in de top tien. Het duo won daarmee het eindklassement van de World Tour. In 2015 behaalden ze de overwinning in Stavanger en eindigden ze als tweede in Saint Petersburg; bij de zeven overige toernooien eindigden Antonelli en Juliana in Poreč en in Olsztyn niet in de top tien. Bij de WK in Nederland won het duo de bronzen medaille door in de troostfinale het Duitse tweetal Katrin Holtwick en Ilka Semmler te verslaan, nadat ze in de halve finale van hun landgenoten Bárbara Seixas en Ágatha hadden verloren.
In 2016 speelde Antonelli samen met Liliane Maestrini. In het begin van het seizoen deden ze mee aan drie wedstrijden in de World Tour met een vijfde plaats in Vitória als beste resultaat. Vervolgens testte Antonelli in maart bij een dopingcontrole positief op het verboden middel hydrochloorthiazide. Ze kreeg een schorsing waarvan ze twee maanden later werd vrijgesproken. In het restant van het seizoen namen Antonelli en Maestrini deel aan zes internationale toernooien met als beste resultaat een vijfde plek in Poreč. Het daaropvolgende jaar speelde Antonelli in de binnenlandse competitie met Carolina Horta met wie ze bij het FIVB-toernooi in Xiamen vierde werd. Vanaf juni 2017 vormt Antonelli een team met Carolina Solberg Salgado. Het duo boekte in een overwinning in Den Haag. Daarnaast bereikten ze bij de WK in Wenen de kwartfinale, die verloren ging tegen hun landgenoten Larissa França en Talita.
Het seizoen daarop namen ze deel aan tien reguliere FIVB-toernooien waarbij ze op een uitzondering na enkel toptienplaatsen behaalden. Het duo werd tweede in Den Haag en Espinho en eindigde als vierde in Itapema en Wenen. Bij de World Tour Finals in Hamburg behaalden ze eveneens de vierde plaats. In oktober 2018 eindigden ze als derde in Las Vegas. Vervolgens speelde het tweetal in 2019 in aanloop naar de WK vijf reguliere wedstrijden met een vierde plaats in Warschau als beste resultaat. Bij de WK in Hamburg werden Antonelli en Carol in de zestiende finale uitgeschakeld door het Amerikaanse duo Alix Klineman en April Ross. Na afloop deden ze mee aan vijf toernooien waaronder de World Tour Finals in Rome; in Gstaad en Wenen eindigde het duo als tweede. 

## Palmares
Kampioenschappen
- 2009:  WK
- 2011: 5e WK
- 2012: 9e OS
- 2015:  WK
- 2017: 5e WK

FIVB World Tour
- 2008:  Marseille Open
- 2008:  Kristiansand Open
- 2008:  Barcelona Open
- 2009:  Shanghai Open
- 2009:  Osaka Open
- 2009:  Seoel Open
- 2009:  Grand Slam Gstaad
- 2009:  Stare Jabłonki Open
- 2009:  Kristiansand Open
- 2009:  Åland Open
- 2009:  Den Haag Open
- 2009:  Barcelona Open
- 2010:  Shanghai Open
- 2010:  Grand Slam Rome
- 2010:  Grand Slam Stavanger
- 2010:  Marseille Open
- 2010:  Stare Jabłonki Open
- 2010:  Åland Open

- 2010:  Den Haag Open
- 2011:  Sanya Open
- 2011:  Québec Open
- 2011:  Grand Slam Stare Jabłonki
- 2011:  Den Haag Open
- 2012:  Brasilia Open
- 2012:  Sanya Open
- 2012:  Grand Slam Shanghai
- 2012:  Grand Slam Klagenfurt
- 2013:  Corrientes Open
- 2013:  Grand Slam São Paulo
- 2014:  Fuzhou Open
- 2014:  Puerto Vallarta Open
- 2014:  Grand Slam Berlijn
- 2014:  Grand Slam Den Haag
- 2014:  Grand Slam Klagenfurt
- 2014:  Xiamen Open
- 2014:  FIVB World Tour
- 2015:  Stavanger Major
- 2015:  Grand Slam Saint Petersburg
- 2017:  3* Den Haag
- 2018:  4* Den Haag
- 2018:  4* Espinho
- 2018:  4* Las Vegas
- 2019:  5* Gstaad
- 2019:  5* Wenen